# Championnat d'Amérique du Nord féminin de volley-ball des moins de 20 ans 2008
Navigation
Édition précédente Édition suivante
Le 6e championnat d'Amérique du Nord de volley-ball féminin des moins de 20 ans s'est déroulé du 20 juillet 2008 au 28 juillet 2008 à Saltillo, Coahuila et Mexico, Mexique. Il a mis aux prises les huit meilleures équipes continentales.

## Équipes présentes
- Canada
- Costa Rica
- Cuba
- États-Unis
- Mexique
- Porto Rico
- République dominicaine
- Trinité-et-Tobago

## Classement final
| Place              | Équipe                 |
| ------------------ | ---------------------- |
| Médaille d'or      | États-Unis             |
| Médaille d'argent  | République dominicaine |
| Médaille de bronze | Cuba                   |
| 4                  | Porto Rico             |
| 5                  | Canada                 |
| 6                  | Mexique                |
| 7                  | Costa Rica             |
| 8                  | Trinité-et-Tobago      |